# 休氏矛麗魚
休氏矛麗魚，為輻鰭魚綱鱸形目隆頭魚亞目慈鯛科的其中一種，分布於南美洲阿根廷的淡水流域，體長可達15.3公分，棲息在河川底中層水域，生活習性不明。

## 名称
虽然中文将种加词hu翻成“休氏”，但并非人名，而是瓜拉尼语的“暗色、黑色“的意思，因为该物种颜色非常深。

## 擴展閱讀
維基物種上的相關：休氏矛麗魚
1. ↑  Piálek, L., O. Rícan, J. Casciotta & A, Almirón (2010). Crenicichla hu, a new speies of cichlid fish (Teleostei: Cichlidae) from the Paraná basin in Misiones, Argentina. Zootaxa 2537:33-46.